# Normand Corbeil
Pour les articles homonymes, voir Corbeil.
Normand Corbeil est un compositeur québécois de musique de films, né le 6 avril 1956 et mort le 25 janvier 2013 d'un cancer du pancréas contre lequel il luttait depuis août 2012.

## Biographie
Il travaillait sur la bande-son du jeu vidéo Beyond: Two Souls ainsi que Heavy Rain au moment de sa mort. Il a été remplacé pour ce premier par Lorne Balfe et Hans Zimmer.

## Filmographie
- 1987 : Le Diable à quatre
- 1989 : Chambres en ville
- 1989 : Disparaître
- 1990 : Princes in Exile
- 1991 : Les Quatre Cavaliers de l'Apocalypse
- 1991 : Penfield
- 1995 : Kids of the Round Table
- 1995 : Planète hurlante (Screamers)
- 1996 : Frankenstein and Me
- 1996 : Bandes-hommages 100 ans de cinéma
- 1997 : Twist of Fate
- 1997 : Never Too Late
- 1997 : Le Rêve de Jimmy (The Kid)
- 1997 : Contrat sur un terroriste (The Assignment)
- 1997 : Les Boys
- 1998 : Fatal Affair
- 1998 : Une fille aux commandes (Airspeed)
- 1998 : Sauvetage à Wildcat Canyon (Escape from Wildcat Canyon)
- 1998 : Les Boys 2
- 1999 : Double Jeu (Double Jeopardy)
- 2000 : L'Art de la guerre (The Art of War)
- 2000 : Reaper
- 2001 : Pretty When You Cry
- 2002 : Apparitions (Living with the Dead) (TV)
- 2002 : The Extremists (Extreme Ops)
- 2003 : Grande Ourse (série TV)
- 2003 : Lost Junction (en)
- 2003 : The Pentagon Papers (TV)
- 2003 : Hitler : La Naissance du mal (Hitler: The Rise of Evil) (TV)
- 2003 : La Loi d'une mère (Defending Our Kids: The Julie Posey Story) (TV)
- 2003 : Crime contre l'Humanité (The Statement)
- 2004 : A Different Loyalty
- 2004 : Napola – Elite für den Führer
- 2004 : Elles étaient cinq
- 2004 : Frankenstein (TV)
- 2005 : Les Mensonges d'une mère (TV)
- 2005 : Trafic d'innocence (TV)
- 2006 : Le Contrat (The Contract) de Bruce Beresford
- 2008 : Le Dernier Templier (mini-série)
- 2008 : Babine (en collaboration avec Serge Fiori)
- 2012 : Le Torrent

## Ludographie
- 2010 : Heavy Rain de Quantic Dream
- 2013 : Beyond: Two Souls de Quantic Dream (œuvre inachevée à cause de son décès)